# Final de la ASB Premiership 2011-12
La final de la ASB Premiership 2011/12 fue el partido que definió al campeón de la competición de fútbol. Se jugó el 28 de abril de 2012 en el Trusts Stadium, en Waitakere. 
El equipo local, Waitakere United, segundo en la fase regular y que venció al Canterbury United en semifinales, se coronó campeón por tercera vez consecutiva y por cuarta ocasión en su historia en la máxima competición neozelandesa tras vencer 4-1 al Team Wellington, que había terminado cuarto y que superó al Auckland City, ganador de la fase regular, en semifinales.
Ante 2500 personas, el Waitakere no se puso en ventaja sino hasta el final de la primera parte, cuando en tiempo de descuento Roy Krishna convirtió lo que sería su primer tanto en el partido. Sobre el final del encuentro, Allan Pearce y Jake Butler aumentaron la ventaja para el elenco local, aunque Henry Fa'arodo descontó rápidamente, manteniendo vivas las esperanzas del Team Welly de alzarse con el trofeo por primera vez. Sin embargo, a falta de un minuto para el final del cotejo, Krishna marcó nuevamente y sentenció el cotejo con un contundente 4-1.

## Ficha del partido
| 1     | Guardameta     | Danny Robinson       |  |
| 3     | Defensa        | Aaron Scott          |  |
| 8     | Defensa        | Chris Bale           |  |
| 6     | Defensa        | Matt Cunneen         |  |
| 4     | Defensa        | Tim Myers            |  |
| 25    | Centrocampista | Sean Lovemore 90+1'  |  |
| 17    | Centrocampista | Jake Butler          |  |
| 7     | Centrocampista | Martin Bullock 90+4' |  |
| 20    | Centrocampista | Ryan de Vries 87'    |  |
| 10    | Delantero      | Allan Pearce         |  |
| 12    | Delantero      | Roy Krishna          |  |
| D. T. | D. T.          | Neil Emblen          |  |

| 1     | Guardameta     | Phil Imray          |  |
| 22    | Defensa        | Justin Gulley 86'   |  |
| 5     | Defensa        | Johnny Raj          |  |
| 19    | Defensa        | James Musa          |  |
| 20    | Defensa        | Luke Rowe           |  |
| 7     | Centrocampista | Wiremu Patrick 56'  |  |
| 6     | Centrocampista | Darren Cheriton     |  |
| 4     | Centrocampista | Michael Eagar       |  |
| 11    | Centrocampista | Henry Fa'arodo      |  |
| 9     | Delantero      | Patrick Fleming 81' |  |
| 10    | Delantero      | Dakota Lucas        |  |
| D. T. | D. T.          | Matt Calcott        |  |

| 30 | Delantero      | Rory Turner   | 87'   |
| 29 | Centrocampista | Jordan Vale   | 90+1' |
| 11 | Centrocampista | Ross McKenzie | 90+4' |

| 12 | Delantero | Ethan Galbraith | 56' |
| 18 | Delantero | Michael Fifi    | 81' |
| 17 | Delantero | Dominic Rowe    | 86' |

| Anotado | 45+1' | Roy Krishna  | 1-0 |
| Anotado | 77'   | Allan Pearce | 2-0 |
| Anotado | 84'   | Jake Butler  | 3-0 |
| Anotado | 89'   | Roy Krishna  | 4-1 |

| Anotado | 85' | Henry Fa'arodo | 3-1 |

| Amonestado |  | Chris Bale |

| Amonestado |  | James Musa |

| Árbitro | Nick Waldron |

| 1     | Guardameta     | Danny Robinson       |  |
| 3     | Defensa        | Aaron Scott          |  |
| 8     | Defensa        | Chris Bale           |  |
| 6     | Defensa        | Matt Cunneen         |  |
| 4     | Defensa        | Tim Myers            |  |
| 25    | Centrocampista | Sean Lovemore 90+1'  |  |
| 17    | Centrocampista | Jake Butler          |  |
| 7     | Centrocampista | Martin Bullock 90+4' |  |
| 20    | Centrocampista | Ryan de Vries 87'    |  |
| 10    | Delantero      | Allan Pearce         |  |
| 12    | Delantero      | Roy Krishna          |  |
| D. T. | D. T.          | Neil Emblen          |  |

| 1     | Guardameta     | Phil Imray          |  |
| 22    | Defensa        | Justin Gulley 86'   |  |
| 5     | Defensa        | Johnny Raj          |  |
| 19    | Defensa        | James Musa          |  |
| 20    | Defensa        | Luke Rowe           |  |
| 7     | Centrocampista | Wiremu Patrick 56'  |  |
| 6     | Centrocampista | Darren Cheriton     |  |
| 4     | Centrocampista | Michael Eagar       |  |
| 11    | Centrocampista | Henry Fa'arodo      |  |
| 9     | Delantero      | Patrick Fleming 81' |  |
| 10    | Delantero      | Dakota Lucas        |  |
| D. T. | D. T.          | Matt Calcott        |  |

| 30 | Delantero      | Rory Turner   | 87'   |
| 29 | Centrocampista | Jordan Vale   | 90+1' |
| 11 | Centrocampista | Ross McKenzie | 90+4' |

| 12 | Delantero | Ethan Galbraith | 56' |
| 18 | Delantero | Michael Fifi    | 81' |
| 17 | Delantero | Dominic Rowe    | 86' |

| Anotado | 45+1' | Roy Krishna  | 1-0 |
| Anotado | 77'   | Allan Pearce | 2-0 |
| Anotado | 84'   | Jake Butler  | 3-0 |
| Anotado | 89'   | Roy Krishna  | 4-1 |

| Anotado | 85' | Henry Fa'arodo | 3-1 |

| Amonestado |  | Chris Bale |

| Amonestado |  | James Musa |

| Árbitro | Nick Waldron |

| Bandera de Nueva Zelanda |
| Campeón Waitakere United |
| Cuarto título            |

| Predecesor: 2010/11 | Final de la ASB Premiership 2011/12 | Sucesor: 2012/13 |

- Datos: Q5862103